# Kristen Dalton
Kristen Dalton (13. prosince 1986, Wilmington, Severní Karolína, USA) je americká modelka a herečka, Miss USA v roku 2009. 
Reprezentovala USA na Miss Universe 23. srpna 2009 na Bahamách, kde se umístila v Top 10.